# Le Prince des ténèbres (manga)
Pour les articles homonymes, voir Prince des ténèbres.
Le Prince des Ténèbres (魔王, Maou : Juvenile Remix) est un manga de Megumi Ôsuga, d'après l'œuvre originale de Kōtarō Isaka. Il a été prépublié entre 2007 et 2009 dans le magazine Weekly Shōnen Sunday de l'éditeur Shōgakukan, et a été compilé en un total de dix tomes. La publication française est assurée par les éditions Kurokawa.

## Synopsis
Andô est un lycéen possédant l'étrange capacité de faire dire ce qu'il veut à toute personne l'approchant à 30 pas maximum. Inukaï est le jeune chef d'un groupuscule de vigilance, les Grass Hopper, dont le but est d'améliorer la vie des citoyens de la ville de Nekota, en incitant la population à l'auto-défense. Andô, qui semble être le seul à se rendre compte que le charismatique Inukaï est en fait un homme calculateur et ses méthodes violentes cachent en réalité de sombres intentions politiques, décide d'essayer de l'arrêter, avec comme seule arme son don incongru.

## Personnages
Andô (安藤)
Héros de l'histoire, jeune lycéen possédant le pouvoir de faire dire ce qu'il veut aux personnages se trouvant à moins de 30 pas de lui.
Inukaï
Chef des Grass Hopper, une organisation paramilitaire d'auto-défense, il œuvre contre la modernisation de la ville de Nekota en utilisant tous les moyens à sa disposition.
Junya Andô (安藤 潤也)
Frère d'Andô, on apprendra un peu plus tard dans l'histoire qu'il possède lui aussi un don et qu'il est le prince des ténèbres.
La Cigale
Tueur professionnel engagé pour tuer Andô. On apprend dans le cinquième tome qu'il ferait tout pour être le meilleur tueur professionnel.
Iwanishi
Employeur de La Cigale, il lui communique ses ordres de mission par téléphone.
La Guêpe
Tueuse professionnelle engagée pour tuer Inukaï. Elle croise cependant la route d'Andô et essaie de le tuer. Et rejoindra Inukaï pour tenter de le tuer.
Anderson (アンダーソン)
PDG de la société Anderson, qui œuvre pour la modernisation de la ville de Nekota.
Anderson Jr.
Fils d'Anderson, il est dans le même lycée qu'Andô et est maltraité par ses camarades de classe soutenant Inukaï contre le modernisation de la ville.
La Baleine ou "l'Homme qui pousse au suicide"
Tueur professionnel ayant le pouvoir de pousser les gens aux suicides dans son œil droit.
Hibiscus ou "le pousseur"
Tueur professionnel ayant apparemment le pouvoir de rapidité ou de se cacher.

## Manga

### Fiche technique
- Titre : Le Prince des Ténèbres (Maou : Juvenile Remix)
- Scénario : Kōtarō Isaka
- Dessin : Megumi Ôsuga
- Prépublication : Weekly Shōnen Sunday
- Édition japonaise : Shōgakukan
- Édition française : Kurokawa
- Nombre de tomes : 10 (terminé)
- Genre : Suspense, fantaisie

### Liste des volumes
| no | Japonais         | Japonais          | Français          | Français          |
| no | Date de sortie   | ISBN              | Date de sortie    | ISBN              |
| --- | ---------------- | ----------------- | ----------------- | ----------------- |
| 1 | 16 novembre 2007 | 978-4-09-121224-5 | 2 juillet 2009    | 978-2-351-42371-4 |
| Couverture : AndôListe des chapitres : #1 - Premier contact #2 - Un ambitieux projet #3 - Un simple spectateur #4 - Le présage #5 - Ce qui est en mon pouvoir #6 - Le "dead note" #7 - Changer le monde                                                                                                  |                  |                   |                   |                   |
| 2 | 16 novembre 2007 | 978-4-09-121254-2 | 10 septembre 2009 | 978-2-351-42372-1 |
| Couverture : InukaïListe des chapitres : #8 - L'avertissement #9 - La nuit du chasseur #10 - MacGyver #11 - La voie de la survie #12 - Qui mérite de mourir ? #13 - Le mobile #14 - Le pantin #15 - Sous prétexte de liberté #16 - Violence #17 - Vérité et mensonge                                     |                  |                   |                   |                   |
| 3 | 18 février 2008  | 978-4-09-121285-6 | 12 novembre 2009  | 978-2-351-42373-8 |
| Couverture : La CigaleListe des chapitres : #18 - Sauter le pas #19 - Un seul mot #20 - Deux frères qui s'en sortent bien #21 - La petite cuisine de Dieu #22 - Tiens-toi prêt ! #23 - Un présage #24 - Une raison d'être #25 - La guêpe #26 - A la croisée des destins #27 - Rendez-vous avec le diable |                  |                   |                   |                   |
| 4 | 16 mai 2008      | 978-4-09-121388-4 | 11 février 2010   | 978-2-351-42427-8 |
| Couverture : La GuêpeListe des chapitres : #28 - Des lumières dans la nuit #29 - Le destin #30 - Avant l'aube #31 - La colère #32 - La proposition #33 - Le cri de la foule #34 - L'affrontement #35 - Le seuil critique #36 - L'impasse #37 - Le futur devant les yeux                                  |                  |                   |                   |                   |
| 5 | 11 août 2008     | 978-4-09-121449-2 | 8 avril 2010      | 978-2-351-42512-1 |
| Couverture : La BaleineListe des chapitres : #38 - L'urgence #39 - Le choix #40 - Dans les flammes #41 - L'homme qui pousse au suicide #42 - L'acceptation #43 - Le chef #44 - La chance du désespéré #45 - Hallucinations #46 - La promesse #47 - L'attente                                             |                  |                   |                   |                   |
| 6 | 18 novembre 2008 | 978-4-09-121507-9 | 10 juin 2010      | 978-2-351-42521-3 |
| Couverture : ServantinaListe des chapitres : #48 - Le vent du futur #49 - Le restaurant aux nombreuses commandes #50 - La traque #51 - Le chemin des adieux #52 - Le piège #53 - Le duel #54 - La révélation #55 - La fuite #56 - La dernière chance #57 - Vingt pas                                     |                  |                   |                   |                   |
| 7 | 18 février 2009  | 978-4-09-121594-9 | 19 août 2010      | 978-2-351-42522-0 |
| Couverture : JunyaListe des chapitres : #58 - Le chemin de lumière #59 - La flamme #60 - Regardez les choses en face ! #61 - Dans l'arène #62 - Face à face #63 - Dans le noir #64 - Pierre-feuille-ciseaux #65 - Le risque #66 - La roulette russe #67 - La conscience du danger                        |                  |                   |                   |                   |
| 8 | 17 avril 2009    | 978-4-09-121897-1 | 14 novembre 2010  | 978-2-351-42523-7 |
| Couverture : Anderson FilsListe des chapitres : #69 - Un nouveau membre #69 - La batte #70 - ?>>>!! #71 - À droite ou à gauche ? #72 - L'apparition #73 - Claretta #74 - La mesure du pouvoir #75 - Le commanditaire #76 - Merci, Andô #77 - L'engagement                                                |                  |                   |                   |                   |
| 9 | 18 juin 2009     | 978-4-09-122017-2 | 9 décembre 2010   | 978-2-351-42524-4 |
| Couverture : HibiscusListe des chapitres : #78 - J'étais son ami #79 - Après vérification #80 - Un humain reste un humain #81 - La pièce de 100 yens #82 - Tout simplement #83 - Le père et le fils #84 - Les vitamines #85 - Une précieuse information #87 - La valeur de la vie                        |                  |                   |                   |                   |
| 10 | 18 août 2009     | 978-4-09-121719-6 | 10 février 2011   | 978-2-351-42525-1 |
| Couverture : AndôListe des chapitres : #88 - Rien à signaler #89 - "Feu !" #90 - Les proies #91 - Le traître #92 - Enterrer le passé #93 - Le diable #94 - Dans le ciel #95 - Le rêve #96 - L'observateur #Épilogue - Les frères Le message des auteurs                                                  |                  |                   |                   |                   |